# 六次方程
六次方程是可以用下式表示的方程
{\displaystyle ax^{6}+bx^{5}+cx^{4}+dx^{3}+ex^{2}+fx+g=0}
其中a ≠ 0。
而六次函数是可以用下式表示的函数：
{\displaystyle f(x)=ax^{6}+bx^{5}+cx^{4}+dx^{3}+ex^{2}+fx+g}
其中a ≠ 0。

一个六次函数的图像

六次函数也就是阶数为6次的多项式，若a = 0，则多项式最多只为是五次函数。
若将令六次函数{\displaystyle y(x)=0}，即可得到六次方程。
六次方程的系数a, b, c, d, e, f, g可以是整数、有理数、复数或是任何一种体的元素。
因为六次函数的阶数为偶数，其图形类似二次函数及四次函数，不过会多两个局部极值。其导函数为五次方程。

## 可以求解的六次方程
一部分六次方程可以通过因式分解求解，另一些无法求解。埃瓦里斯特·伽罗瓦发明了一种判断一个六次方程是否可通过因式分解求解的方法，该方法后来发展成伽罗瓦理论。根据伽罗瓦理论，一个六次方程能用根式求解当且仅当它的伽罗瓦群包含于将根的集合划分固定化（stabilize）成两个根的三个子集的48阶群或将根的集合划分固定化（stabilize）成三个根的两个子集的72阶群。
存在公式可以测试这两种情况，并在方程有解的时候求出用根式表示的根。
一般的六次方程可以通过Kampé de Fériet函数（超几何函数的一个双变量扩展版）求解。一类特殊的六次方程可以通过菲利克斯·克莱因求解五次方程的方法用超几何函数的单变量一般化公式求出。

## 应用
蒸汽机早期设计中出现的瓦特曲线是一个二元六次方程。
求解三次方程时，有一种方法（叫韦达替换法，Vieta's substitution）是将该三次方程变换成只有六次项、三次项和常数项的六次方程，再用二次方程解法将其解出。